# Oligonychus grastis
Oligonychus grastis är en spindeldjursart som beskrevs av Meyer 1974. Oligonychus grastis ingår i släktet Oligonychus och familjen Tetranychidae. Inga underarter finns listade i Catalogue of Life.